# Rwintare
Rwintare är ett vattendrag i Burundi.   Det ligger i provinsen Ngozi, i den norra delen av landet, 70 kilometer nordost om huvudstaden Bujumbura.
Omgivningarna runt Rwintare är en mosaik av jordbruksmark och naturlig växtlighet. Runt Rwintare är det tätbefolkat, med 591 invånare per kvadratkilometer.